# Pasquale Prunas
Pasquale Prunas (Cagliari, 10 febbraio 1924 – Roma, 12 agosto 1985) è stato un giornalista, grafico e regista italiano.

## Biografia

### La giovinezza napoletana e l'esperienza diSud
Nato a Cagliari da una nobile famiglia sarda che conta numerosi diplomatici, fu nipote dell'ambasciatore Renato Prunas e figlio di Oliviero, comandante della scuola militare della Nunziatella e poi generale, alla morte del quale erediterà il titolo di conte.
Alla fine del 1944, Oliviero Prunas si trasferì con la moglie Marianna e i quattro figli (Pasquale, Sebastiana, Renata e Patrizio) sulla cima della salita di Monte di Dio, per prendere le redini dello storico collegio militare della Nunziatella. Appassionato fin da ragazzo di grafica e giornalismo, Pasquale Prunas aveva già avuto alcune precoci esperienze in questo campo: nel 1943 era stato redattore capo e aveva curato la grafica e l'impaginazione del periodico Gioventù in marcia. Si era anche iscritto a diverse associazioni culturali come la Gioventù italiana del littorio e il Guf napoletano. Finita la guerra, trovò lavoro come impiegato del Ministero dell’Africa Italiana che aveva sede a Castel dell'Ovo.
Nel 1945 il ventunenne Prunas diede vita ad un nuovo periodico, Sud. Giornale di cultura, riunendo intorno al progetto un nutrito gruppo di giovani intellettuali, ognuno dei quali poi avrà successo in diversi campi della vita culturale italiana: Luigi Compagnone, Raffaele La Capria, Giuseppe Patroni Griffi, Gianni Scognamiglio, Mario Stefanile, Antonio Ghirelli, Francesco Rosi; in un secondo tempo a questi si unirono Anna Maria Ortese, Dante Troisi, Samy Fayad ed Ennio Mastrostefano. Dopo il primo numero del 15 novembre del 1945 ne uscirono solo altri sei: il settimo e ultimo numero uscì nel settembre del 1947 quando Prunas decise di chiudere la rivista pur di non accettare la proposta di finanziamento del PCI. Questa breve ma intensa esperienza di quello che fu definito Gruppo Sud trovò una celebre rappresentazione narrativa all'interno del controverso racconto della Ortese Il silenzio della ragione ne Il mare non bagna Napoli, che sollevò numerose polemiche.
Finita l'avventura di Sud, Prunas continuò a organizzare concerti, edizioni, mostre di pittura. Si occupò poi del Gruppo Sud Pittura che aveva fondato nel 1946 e negli anni successivi collaborò ad altre riviste: nel 1949 fu vicedirettore e fondatore del settimanale Città; insieme a Gianni Scognamiglio diede vita alla rassegna giuridico-sociale «Giustizia democratica»; collaborò con Leo Longanesi a Omnibus. Infine, nei primi mesi del 1949 fondò il Circolo napoletano del cinema, coinvolgendo oltre agli amici del Gruppo Sud anche altri giovani di valore come Ugo Gregoretti, Enzo Oliveri del Castillo, Marina Guardati, Nello Ajello.

### La vita a Milano e poi a Roma
Terminata l'esperienza napoletana si trasferì prima a Milano (dal 1953 al 1960) e poi a Roma, continuando a lavorare nel mondo del giornalismo, ma spostando via via i suoi interessi e le sue conoscenze al campo della grafica. 
Nel 1953 insieme a nomi noti del fotogiornalismo, come Salvato Cappelli e Giuseppe Trevisan, fondò la rivista Le Ore dedicata all'attualità cinematografica e di cui fu caporedattore fino al 1962. Il formato della rivista rappresentò una vera innovazione nel fotogiornalismo del tempo, essendo il giornale formato quasi esclusivamente da fotografie accompagnate da didascalie più o meno lunghe. Coinvolse in questa impresa anche la fotografa Chiara Samugheo che sarà la sua compagna di vita. Nel 1960, pubblicò il libro Incenso e polvere.
Negli anni Sessanta, ormai trasferitosi definitivamente a Roma, diresse alcuni documentari, tra cui Benito Mussolini. Dalla marcia alla catastrofe del 1962, codiretto con Roberto Rossellini e con il commento di Enzo Biagi e Sergio Zavoli e Italiani come noi del 1963, scritto con Giancarlo Fusco.
La sua abilità come grafico ottenne un riconoscimento lavorativo importante, quando venne chiamato nel 1968 da Alessandro Perrone, direttore de Il Messaggero a dirigere con Piergiorgio Maoloni il nuovissimo ufficio grafico del quotidiano romano, primo esempio tra i quotidiani italiani di ufficio dedicato esclusivamente ai problemi dell'impaginazione, del rapporto tra immagini, testi e titoli. Vi rimase fino al 1980 introducendo importanti novità sul piano formale, come ad esempio l’uso di fotografie a piena pagina con titoli incisivi e lapidari: la pagina dedicata allo sbarco sulla Luna fu elogiata anche dal Times. Negli ultimi anni di vita si occupò della grafica della neonata emittente televisiva RTI Rete Televisiva Italiana, fondata nel 1979 dallo stesso Alessandro Perrone e dal figlio Carlo Perrone e di cui Prunas fu direttore fino al 1982, quando la nuova rete verrà assorbita dalla mondadoriana Rete 4.

### Morte
Morì a Roma il 12 agosto 1985.

## Filmografia
- Benito Mussolini. Dalla marcia alla catastrofe (1962), regista (Edizione Istituto Luce)
- Italiani come noi (1963), regista e sceneggiatore
- Il piacere e il mistero (1964), sceneggiatore, regia di Enzo Peri